# Neuheiten-Offerte des National-Arboretums zu Zöschen
Neuheiten-Offerte des National-Arboretums zu Zöschen (abreviado Neuheiten-Off. Natl.-Arbor. Zöschen) fue una revista científica con ilustraciones y descripciones botánicas que fue publicada en Alemania en los años 1890-1895.